# بدر

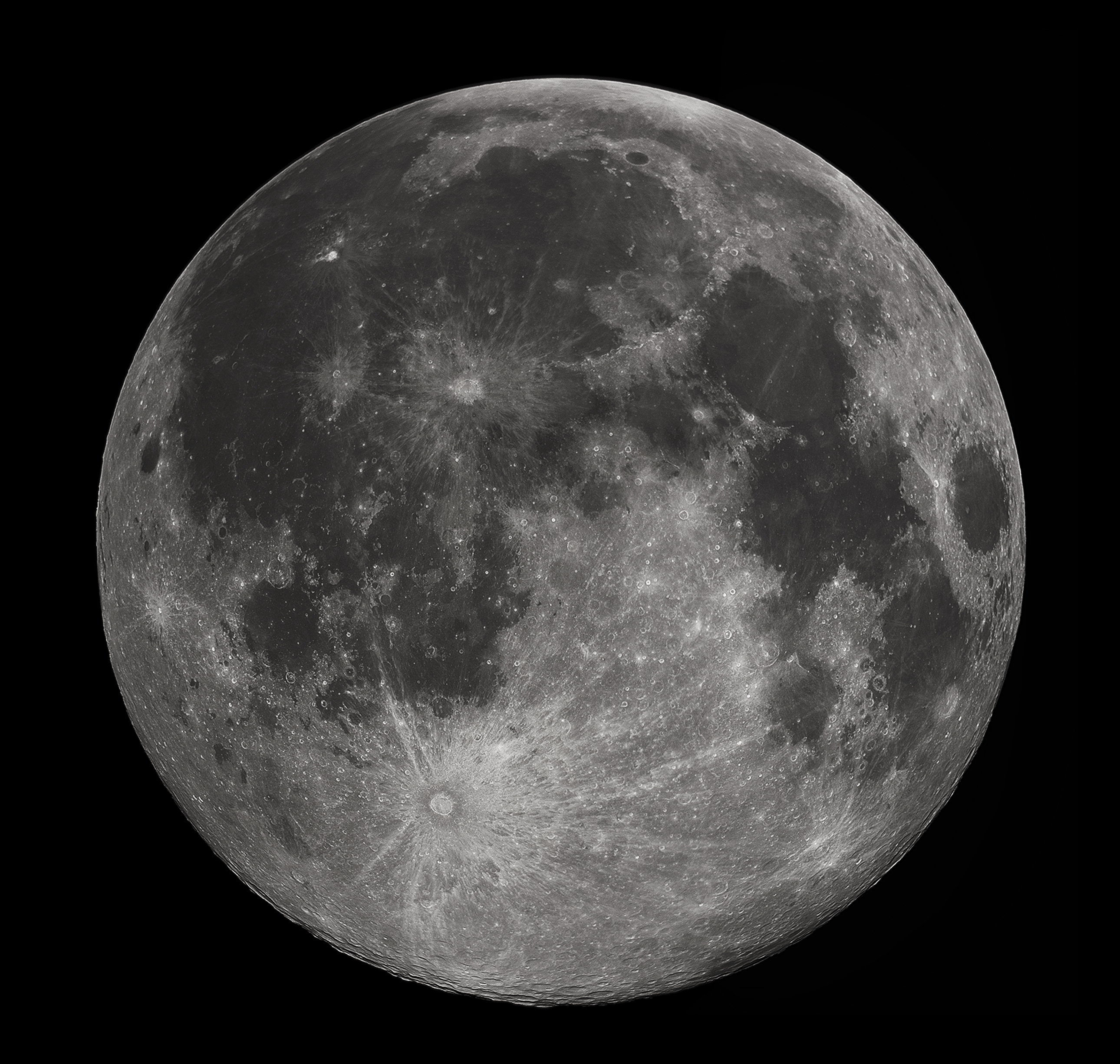
صورة للقمر كما يظهر من خلال تلسكوب "شميدت كاسيجرين" 9.25 بوصة. وكان القمر في أقصى شمال خط العرض "للمسار الشمسي"، لذلك الحفر الجنوبية له بارزة بوضوح.

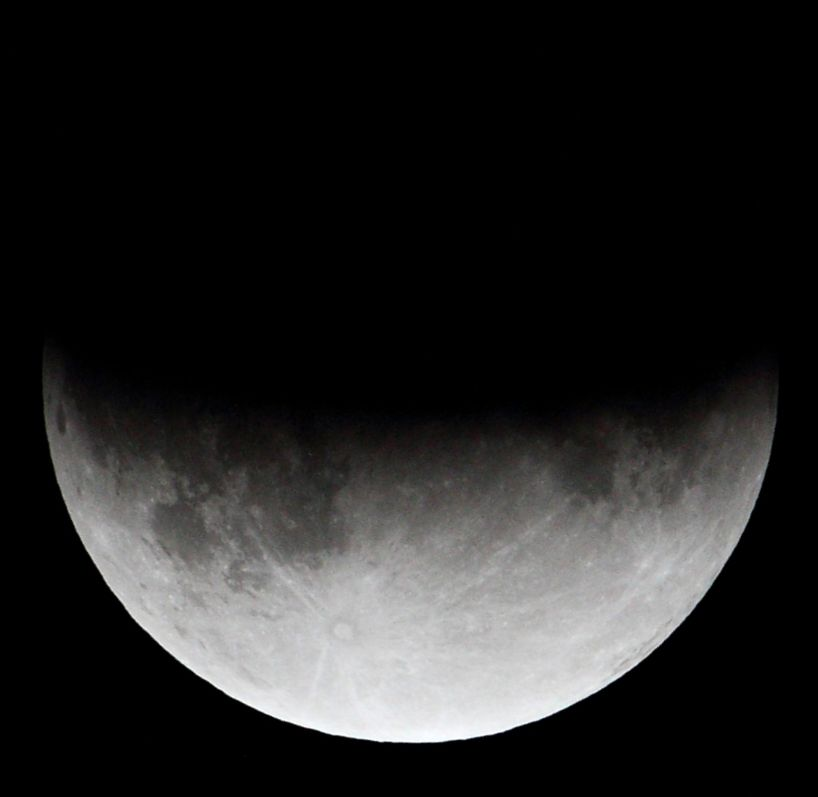
صورة للقمر الكامل أثناء الخسوف الجزئي في 26 (حزيران/يونيو)2010

البدر هو المرحلة القمرية التي يكون القمر مضاءً فيها تمامًا، كما يرى من الأرض. وهذا يحدث عندما:
1. تتموضع الأرض بين الشمس والقمر
2. يقع القمر فوق أو تحت الأرض بخمس درجات[1][2]

بدقة أكثر عندما تختلف خطوط طول المسار الشمسي والقمري بمقدار 180 درجة).
وهذا يعني أن نصف الكرة القمرية الذي يواجه الأرض (الجانب القريب) يكون تقريبا مضاءً بالكامل من الشمس، ويظهر مستدير (في حين أن الجانب البعيد يكاد يكون مظلم تماما).
يمكن أن يحدث الخسوف القمري فقط عند اكتمال القمر، بحيث يكون المدار القمري يسمح له بالمرور عبر ظل الأرض. لا يحدث الخسوف القمري كل شهر لأن القمر عادة يمر فوق أو تحت ظل الأرض (الذي يقتصر غالباً على مستوى المسار الشمسي). يمكن أن يحدث الخسوف القمري فقط إذا كان القمر الكامل موجود بالقرب من العقدة المدارية، إما التصاعدية أو التنازلية. وهذا يسبب الخسوف الذي يحدث فقط كل 6 أشهر تقريبا، وغالبا قبل أو بعد اسبوعين من الكسوف في القمر الجديد في العقدة المعاكسة.
الفاصل الزمني بين المراحل القمرية المتماثلة – الشهر القمري – حوالي 29.53 يوما في المتوسط.
ولذلك ففي التقاويم القمرية التي يبدأ الشهر فيها مع القمر الجديد فإن القمر الكامل يظهر في 14 أو 15 من الشهر القمري.
لأن أشهر التقويم القمري فيها عددا صحيحاً من الأيام، فالشهور القمرية قد تكون 29 أو 30 يوما.

## الخصائص

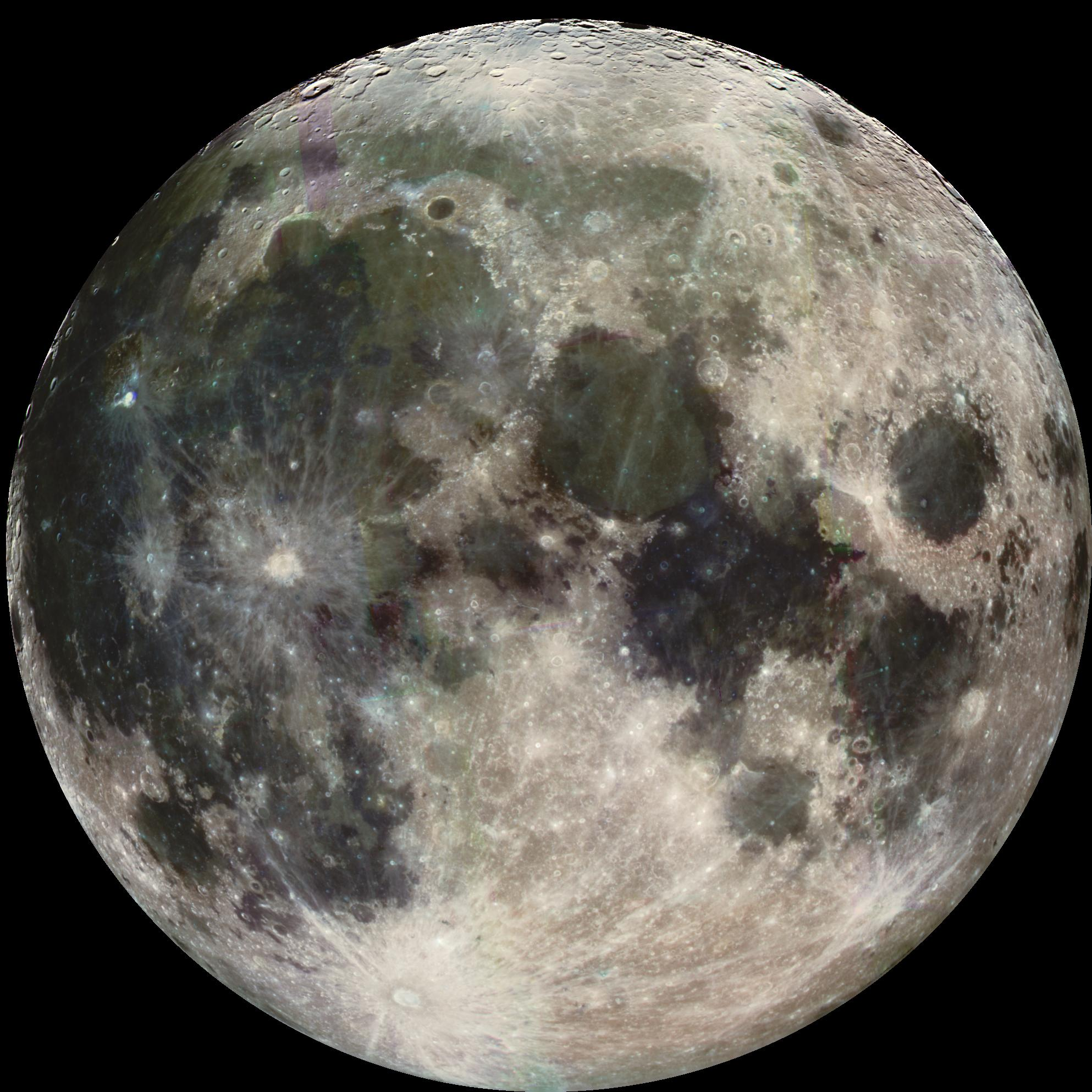
صورة مركبة للقمر التقطتها المركبة الفضائية «غاليليو» في 7 ديسمبر 1992. واللون هو «تعزيز» بمعنى أن CCD الكاميرا حساسة ل موجات الأشعة تحت الحمراء القريبة من الضوء المرئي للإنسان.

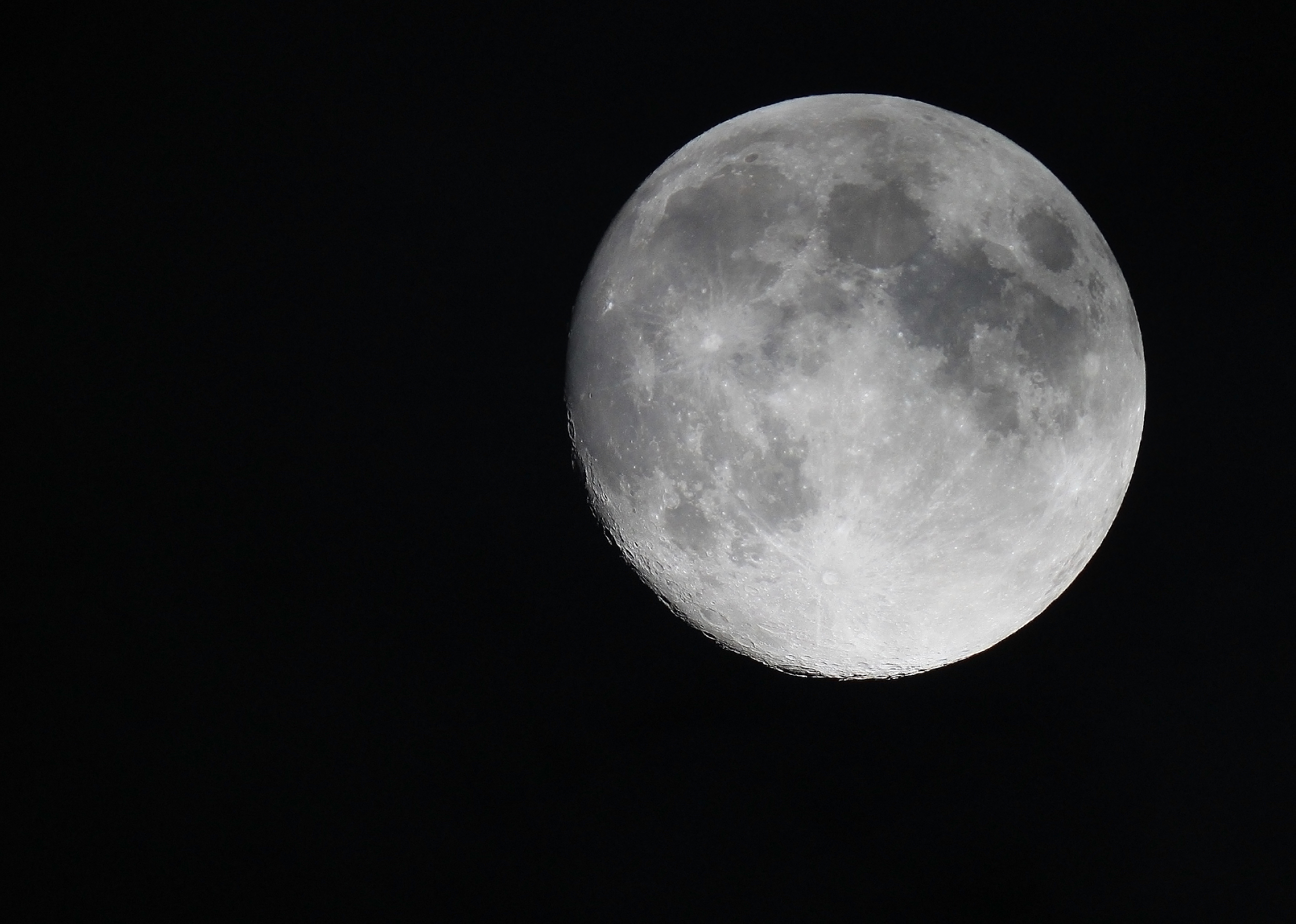
القمر الكامل بكاميرا (انعكاسية) وتيليسكوب «أوريون 80ED»

وغالبا ما يعتقد أن البدر يحدث لليلة كاملة «طوال فترة الليل».
لكن هذا مضلل إلى حد ما! لأن القمر يرى من الأرض بشكل أكبر أو أصغر بشكل مستمر (على الرغم من ذلك تم ببطء شديد الملاحظة بالعين المجردة).
الحد الأقصى لحجم القمر المطلق في لحظة توقفه عن التوسع.
في أي مكان معين، فإن حوالي نصف هذه البدور العظمى المطلقة يكون من المحتمل رؤيتها بوضوح، كما يحدث ذلك مع النصف الآخر خلال النهار، عندما يكون البدر تحت الأفق.
```
العديد من 
التقاويم
 تحسب وقت البدور ليس فقط بالتاريخ، ولكن بالوقت المحدد بالضبط أيضا "عادة بـ 
التوقيت العالمي
 (
توقيت عالمي منسق
).
```

التقويمات الشهرية التقليدية والتي تشمل المراحل القمرية قد تختلف بفارق يوم واحد إذا استخدمت في منطقة زمنية مختلفة.
```
عموما البدور وقتها قليل لإجراء 
الرصد الفلكي
، لأن الشروق يعكس 
أشعة الشمس
 من القمر التي 
تغلب
 الأضواء الباهتة من النجوم.
```

```
في 12 ديسمبر 2008، وقع اكتمال للقمر بمسافة قريبة من الأرض أكثر قرباً من أي اكتمال مضى منذ 15 سنة سابقة له.
[
4
]
```

يوم 19 مارس عام 2011، وقع اكتمال عظيم القمر آخر للقمر، أقرب إلى الأرض من أي وقت مضى لل~ 18 عام (دورة) السابقة 

### صيغة
ويمكن حساب التاريخ والوقت التقريبي لظهور قمراً كاملاً معيناً (على افتراض أن مداره دائري) من خلال المعادلة التالية:
{\displaystyle d=20.362955+29.530588861\times N+102.026\times 10^{-12}\times N^{2}}
حيث d هو عدد الأيام منذ 1 يناير 2000 00:00:00 حسب التوقيت الأرضي المستخدم في التقويمات الفلكية. أما التوقيت العالمي (UT) أضاف التصحيح التقريبي التالي لقيمة d بالشكل:
{\displaystyle -0.000739-(235\times 10^{-12})\times N^{2}} days
حيث N هو عدد البدور منذ اكتمال القمر الأول لعام 2000.
الوقت الحقيقي لاكتمال القمر قد يختلف عن هذا التقريب بنسبة تصل إلى حوالي 14.5 ساعة نتيجة لعدم دائرية المدار القمري.
"شاهدالقمر الجديد لتوضيح الصيغة ومعاملاتها".(هذه الصفحة مترجمة عن الإنكليزية قد لا تجد الصيغة في الصفحة العربية)
العمر والحجم الظاهري للبدر يتفاوت ضمن دورة مدتها أقل بقليل من 14 شهرا قمرياً، والتي تسمى بــــ دورة البدر.

## في الفولكلور والتقاليد

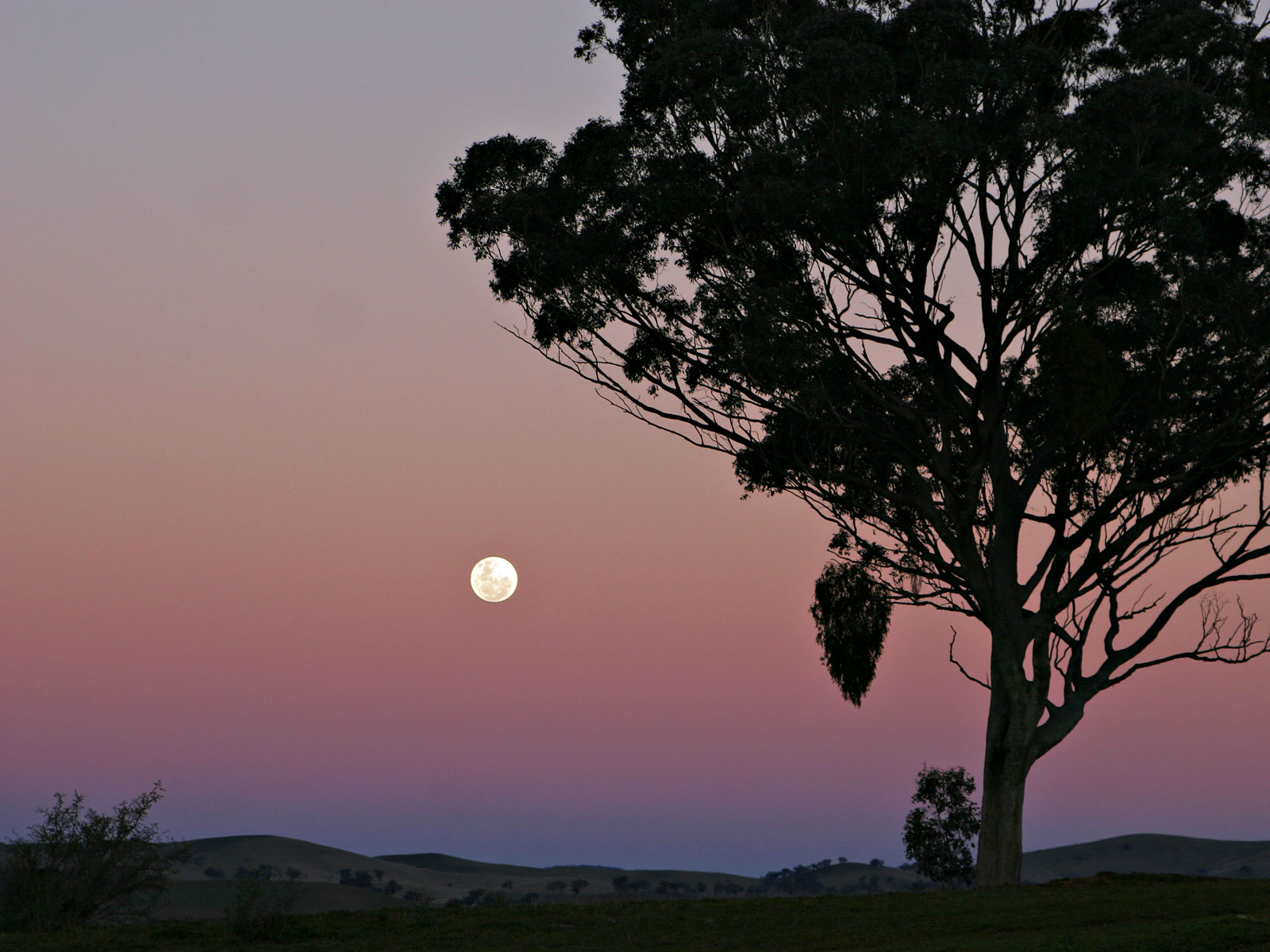
قمر مكتمل يرتفع، المنظر من "حزام الزهرة"

تقليدياً ترتبط البدور مع الأرق المزمن (عدم القدرة على النوم) والجنون ومختلف الظواهر «السحرية» مثل الإستذئاب.
رغم ذلك علماء النفس وجدوا أنه لا يوجد دليل قوي على الآثار المترتبة على السلوك البشري عند وقت قريب من وقت اكتمال القمر.
ووجدوا أن الدراسات عموما لا تتفق مع بعضها اذ تبين أن له أثر إيجابي للبعض والبعض الآخر أظهر تأثيراً سلبياً.
في حالة واحدة، نشرت في عدد 23 ديسمبر لعام 2000 من مجلة الطبية البريطانية، دراستين على عضة الكلب في المستشفيات في إنجلترا وأستراليا.
ووجدت دراسة «مستوصف برادفورد الملكي» أن عضات الكلاب كانت بضعف قوتها بشكل عام أثناء اكتمال القمر، في حين وجدت دراسة أجرتها المستشفيات العامة في أستراليا أن الدراسات كانت أقل حظاً.
لكن كل هذا كان ذا صلة بالكلاب وليس بالسلوك البشري.

### أسماء البدور

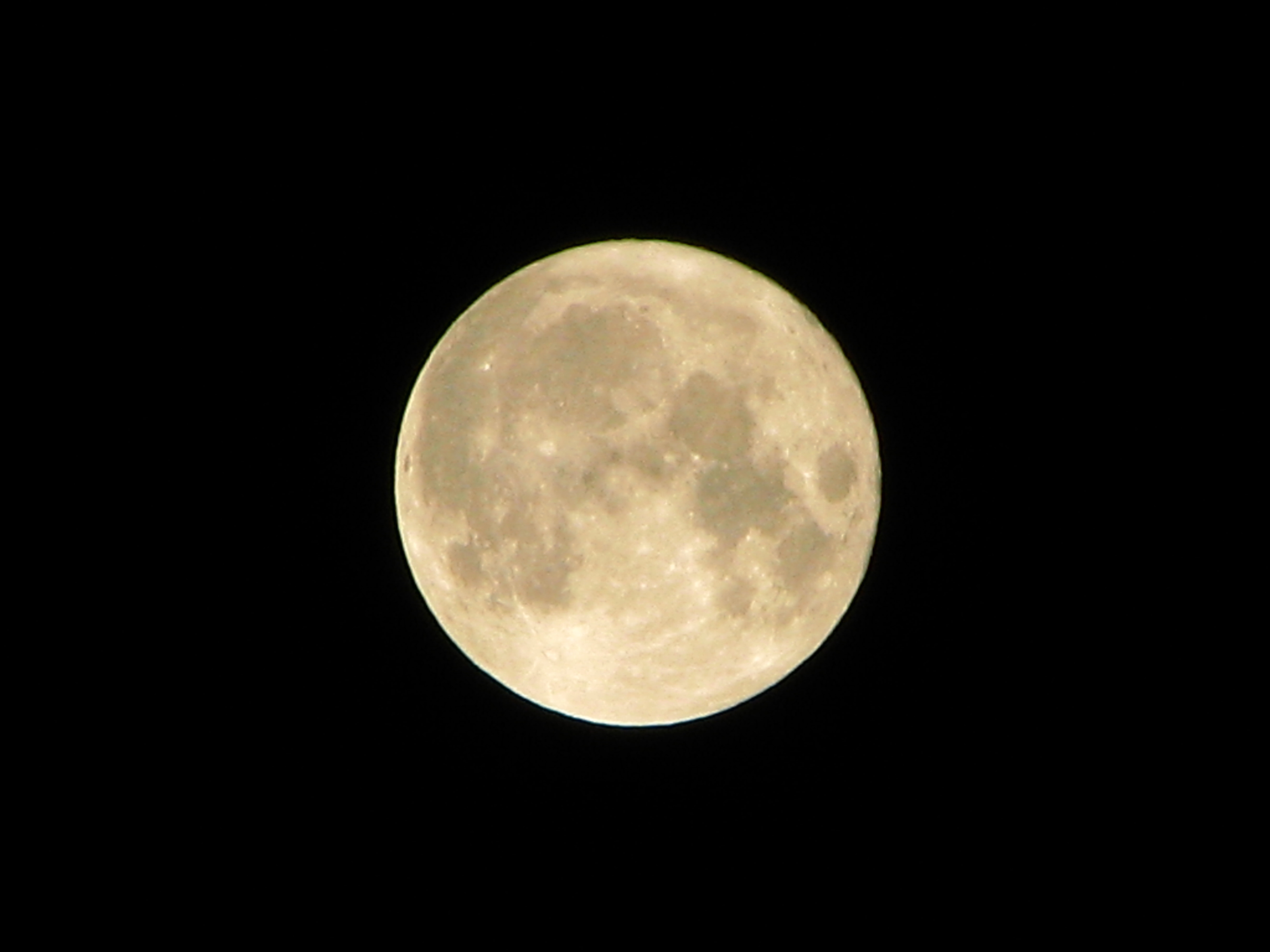
البدر، كما لوحظ من الأرض في ليلة صافية.

تاريخيا، أسماء الأشهر تسمى بأسماء الأقمار (ليس بالضرورة بدور) في التقويم القمري.
ومنذ البدء بالتقويم اليولياني(الروماني) الشمسي في الإمبراطورية الرومانية وفيما بعد في التقويم الغريغوري (اليوناني) في جميع أنحاء العالم، لم تعد أسماء الأشهر ينظر إليها على أنها «أسماء القمر».
وأسماء الأشهر الإنكليزية القديمة التقليدية تساوت مع أسماء الأشهر في التقويم اليولياني(الروماني) منذ ذلك الوقت المبكر من التاريخ (بعد التنصير بقليل، وفقا لشهادة «بيدي كا» 700 م).
بعض أسماء الأقمار تطورت إلى أسماء جديدة في العصر الحديث، على سبيل المثال: القمر الأزرق، وأسماء مثل «قمر الحصاد» و«قمر الصياد» التي أضيفت إلى أسماء البدور للخريف.

#### أقمار «الحصاد» و«الصياد»

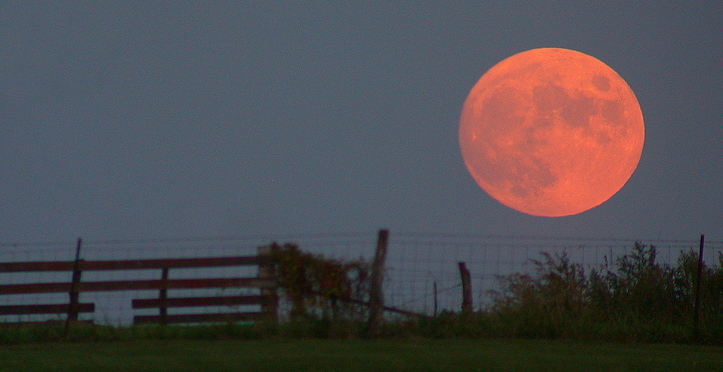
قمر الحصاد. ولونه برتقالي بسبب قربه من الأفق، وهو نوعاً ما يكون فريد من نوعه كقمر حصاد.

«قمر الحصاد» و«قمر الصياد» تقليدياً تعني أقماراً كاملة تحدث خلال أواخر الصيف وفي الخريف، في نصف الكرة الشمالي عادة في أغسطس وسبتمبر وأكتوبر على التوالي.
«قمر الحصاد» هو البدر الأقرب إلى فترة الاعتدال الخريفي (22 أو 23 سبتمبر)، و«قمر الصياد» أول قمر كامل بعد ذلك. وهذه الأسماء تسجل من أوائل القرن الثامن عشر.
قاموس أوكسفورد الإنكليزي أدخل «قمر الحصاد» إشارةً في 1706، و«قمر الصياد» طبعة 1710 من أبولو البريطانية، حيث ينسب المصطلح إلى «شعب الريف» (الشعب الريفي يسميه قمر الصيادين)
وأصبحت الأسماء التقليدية في الفولكلور الأمريكي أيضاً، حيث تنسب الآن الأسماء شعبيا ل الهنود الحمر.
احتفال قمر الصيادين " هو مهرجان سنوي في غرب لافاييت بولاية انديانا والذي يقام في أواخر سبتمبر أو أوائل أكتوبر من كل عام منذ عام 1968.
وفي عام 2010، وقع قمر الحصاد في ليلة الاعتدال نفسها (بعد حوالي 5 و1/2 ساعة من نقطة الاعتدال) للمرة الأولى منذ عام 1991.
جميع البدور ترتفع (تظهر) في وقت قريب من غروب الشمس.
لأن حركة القمر شرقا بين النجوم أسرع من تأخر مرور زوال الشمس، الامر الذي يؤدي لظهوره قبله كل يوم - بنحو 50.47 دقيقة في المتوسط.
قمر الحصاد وقمر الصياد فريدان من نوعهما بسبب فارق التوقيت بين ظهورهما في الأمسيات المتتالية أقصر بكثير من المتوسط.
في وقت لاحق يرتفع القمر ما يقرب من 30 دقيقة من ليلة إلى أخرى- كما يرى من حوالي 40 درجة شمال أو جنوب خط العرض-. (وذلك لأن ضوء القمر في سبتمبر يبدو أنه يتحرك شرقا بشكل مستقيم ولكنه الشمال الشرقي في السماء).
وهكذا، ليس هناك فترة طويلة من الظلام بين غروب الشمس وطلوع القمر لعدد من الأيام بعد التاريخ الفعلي ليوم اكتمال القمر.

#### تقويم المزارعين
تقويم المزارعين ماين.
بدأ عام 1930 بنشر أسماء البدور للأمريكيين «الهنود الحمر». تقويم المزارعين (نشر منذ عام 1955 في ولاية ماين، ولكن ليس على نفس تقويم المزارعين مين المعروف) واستمر على ذلك.
تم نشر القائمة الأولى من «أسماء الأشهر الهندية» في عام 1918 من قبل «دانيال كارتر بريد» في كتابه
" The American Boy's Book of Signs, Signals and Symbols"
للاستخدام من قبلالكشافة.
وكانت أسماء الأشهر «الهندية (الهنود الحمر)» فيه:
- (يناير/كانون الثاني: المصاعب، الدخان الأسود) January: Difficulty, Black Smoke
- (شباط/فبراير: الراكون، البقع العارية على الأرض) February: Raccoon, Bare Spots on the Ground
- (مارس/آذار: الرياح، العشب القصير، التهاب العين) March: Wind, Little Grass, Sore-Eye
- (أبريل/نيسان: البط، بيض الإوز) April: Ducks, Goose-Eggs
- (مايو/أيار: العشب الأخضر، جذور الأغذية) May: Green Grass, Root-Food
- (يونيو/حزيران: زراعة الحبوب، الفراولة) June: Corn-Planting, Strawberry
- (يوليو/تموز:الجاموس «الثور»، الشمس الحارة) July: Buffalo (Bull), Hot Sun
- (أغسطس/آب: الحصاد، الجاموس البقري) August: Harvest, Cow Buffalo
- (سبتمبر/أيلول: الأرز البري، البرقوق الأحمر) September: Wild Rice, Red Plum
- (أكتوبر/تشرين الأول: تساقط الورق، المكسرات) October: Leaf-Falling, Nuts
- (نوفمبر/تشرين الثاني: تزاوج الغزلان، ضرب الفراء) November: Deer-Mating, Fur-Pelts
- (ديسمبر/كانون الأول: الذئاب، القمر الكبير) December: Wolves, Big Moon

هذه الأسماء قد تداولت في الفولكلور الأمريكي وظهرت وانتشرت على نطاق واسع أكثر من التقويم التقليدي في 1990s في المطبوعات الشعبية حول القمر.
«أسرار القمر» بقلمباتريشيا هادوك («سلسلة الأسرار العظمى»، غرينهيفين برس، 1992) أعطت قائمة واسعة من هذه الأسماء جنبا إلى جنب مع الجماعات القبلية المفترض أنها ترتبط بها.
ركزت هادوك على بعض «المستعمرات الأمريكية» التي ترتبط بأسماء القمر واعتمدت لغات الغنقوين (التي كانت تتستخدم سابقا في إقليم نيو إنجلاند)، في حين أسندت الأُخرى إلى التقاليد الأوروبية (على سبيل المثال، اسم المستعمرة الأمريكية لقمر مايو، «ميلك موون» «موذير مون» «هير مون» وليسوا متشابهين في الأسماء المفترضة، في حين أن اسم نوفمبر، «بيفر مون» يستعمل في آلغونكوين).
الأسماء الفردية للأقمار الواردة في تقويم المزارعين تشمل:
- January: "Wolf Moon" (this is the name of December in Beard 1918) also "Old Moon" (يناير/كانون الثاني: قمر الذئب، القمر القديم)[20]
- February: "Snow Moon", also "Hunger Moon" (شباط/فبراير: قمر الثلج، قمر الجوع)
- March: "Worm Moon", "Crow Moon", "Sap Moon", "Lenten Moon" (مارس/آذار: القمر الدودي، القمر اللاتيني، قمر الغراب، القمر ساب)
- April: "Seed Moon", "Pink Moon", "Sprouting Grass Moon", "Egg Moon", "Fish Moon" (أبريل/نيسان: قمر البذور، القمر الوردي، قمر السمك، قمر البيض)
- May: "Milk Moon", "Flower Moon", "Corn Planting Moon" (مايو/أيار: العشب الأخضر، جذور الأغذية)
- June: "Mead Moon", "Strawberry Moon" (c.f. Beard 1918), "Rose Moon", "Thunder Moon"
- (يونيو/حزيران: قمر هاي، قمر الرعد) july: "Hay Moon", "Buck Moon","Thunder Moon"
- (أغسطس/آب: قمر الذرة، القمر الأحمر، قمر الذرة الخضراء) August: "Corn Moon", "Sturgeon Moon", "Red Moon", "Green Corn Moon", "Grain Moon"
- (سبتمبر/أيلول: قمر الحصاد، بدر الذرة) September: "Harvest Moon", "Full Corn Moon",
- (أكتوبر/تشرين الأول: قمر الصياد، قمر التفاؤل، قمر الدماء) October: "Hunter's moon", "Blood Moon"/"Sanguine Moon"
- (نوفمبر/تشرين الثاني: القمر المتجمد، قمر بيفر) November: "Beaver Moon", "Frosty Moon"
- (ديسمبر/كانون الأول: قمر الليلة الطويلة، القمر البارد، قمر أوك) December: "Oak Moon", "Cold Moon", "Long Night's Moon"

قمر الليلة الطويلة هو آخر قمر في السنة، والأقرب إلى الانقلاب الشتوي.
في يونيو 2016 تزامن ما يسمى «قمر الفراولة» مع الانقلاب الصيفي للمرة الأولى منذ عام 1967، ولالن يكرر ذلك مرة أخرى لمدة 46 سنة أخرى.

### مهرجانات البدرالهندوسية
في الهندوسية، فإن معظم المهرجانات تحتفل في الأيام السعيدة.
يتم الاحتفال بالعديد من المهرجانات الهندوسية في أيام متزامنة مع اكتمال القمر ليلاً .
أجزاء مختلفة من الهند تحتفل في اليوم نفسه وبأسماء مختلفة، كما هو موضح أدناه:
1. Chaitra Purnima - Gudi Padua, Yugadi, Ugadi, Hanuman Jayanti 15نيسان/أبريل، 2014[23]
2. Vaishakh Purnima - Narasimh Jayanti, Buddha Jayanthi (14 مايو 2014)[24]
3. Jyeshtha Purnima - Vat Savitri Vrat Vat Purnima (8 يونيو 2014)[25]
4. Guru Purnima - the full moon of the Ashadh month
5. Vyas Purnima - important day for starting education and honoring teachers[25]
6. Shravan Purnima - good day for starting Upanayan day, Avani Avittam, Raksha Bandhan- conceptually Onam also comes on this day.
7. Bhadrapad Purnima - start of Pitrupaksha, Madhu Purnima
8. Ashvin Purnima - Sharad Purnima
9. Kartik Poornima - Thrukkarthika
10. Margasirsha Purnima - Thiruvathira, Dathatreya Jayanthi
11. Pushya Purnima - Thaipusam, Shakambharee Purnima
12. Magha Purnima
13. Phalguna Purnima - Holi

## القمر والتقويمات القمرية

تزامن في ديسمبر 2015 اكتمال القمر مع يوم عيد الميلاد. وآخر مرة وقعت في عام 1977 و"الميسان" أفقي صغير مرئي مقارنة بمظهره. قبل دورة 19 عاما ميتونية، القمر سوف يكرر مرة أخرى في يوم عيد الميلاد في 2034، 2053، 2072، و2091.

كانت معظم التقاويم في عصر ما قبل الحداثة في جميع أنحاء العالم قمرية تجمع بين السنة الشمسية والشهر القمري عن طريق إدخال أشهر كبيسة.
التقويم اليولياني تخلى عن هذه الطريقة واستبدلها بالحساب الشمسي البحت "سنة شمسية فقط دون قمرية" في حين اختار التقويم الإسلامي في القرن السابع العكس "التقويم القمري البحت .
```
استمر التقويم القمري في التقويم العبري .
```

والدليل المشير على ذلك هو مواعيد عيد الفصح في اليهودية والمسيحية«شرقي وغربي»، على التوالي.
يعتمد تاريخ الأعياد اليهودية كـرأس السنة اليهودية وعيد العرش جنبا إلى جنب مع جميع الأعياد اليهودية الأخرى على مواعيد الأهلة «الأقمار».

### الأشهر الكبيسة «المدخلة»
في التقويمات القمرية يحدث الشهر الكبيس 7 مرات في الدورة الميتونية المؤلفة من 19سنة، أو في المتوسط كل 2.7 سنة (19/7).
في التقويم العبري يلاحظ هذا مع الشهر الإضافي دورياً أذار في أوائل الربيع.

#### قمر أزرق
ترتبط في النظام الحديث من أسماء القمر التقليدية بنقطتي الانقلاب والاعتدال، ويسمى القمر الزائد «الكبيس» بـــــــ«القمر الأزرق».
عبارة«القمر الأزرق» المستخدمة بهذا المعنى قد تعود إلى وقت مبكر من القرن السادس عشر، ولكنه أصبح معروفا جيدا في الولايات المتحدة بسبب تقويم المزارعين (المننشر منذ 1818).
وفقا لتقويم المزارعين، «القمر الأزرق» هو البدر الثالث في أي فترة بين إما الانقلاب والاعتدال، أو بين الاعتدال والانقلاب، (محسوباً باستخدام السنة المدارية) التي تحتوي على أربعة أقمار كاملة.
هذه المواسم متساوية في الطول خلافا للفلكية، والتي تختلف في الطول اعتمادا على سرعة الأرض في المدار بيضاوي الشكل حول الشمس.
للمقارنة: في عام 1983 طول المواسم المتساوية بدأ في 01:48 يوم 23 مارس، 09:15 يوم 22 يونيو، 16:42 يوم 21 سبتمبر، و00:10 يوم 22 ديسمبر... في حين بدأت مواسم الفلكية في 04:39 يوم 21 مارس، 23:09 على 21 يونيو 14:42 يوم 23 سبتمبر و10:30 يوم 22 كانون الأول (جميع الأوقات بتوقيت جرينتش).
ونظرا لسوء تفسير هذا في مارس 1946 مجلة السماء والتلسكوب استخدمت مصطلح «القمر الأزرق» أيضا بمعنى "البدر الثاني خلال نفس الشهر الذي يحتوي على قمرين كاملين (وقد أشير إلى ان هذا الاستخدام" خاطئ " في نفس المجلة في عام 1999).
ووفقا لأي تعريف«الأقمار الزرقاء» تحدث مع متوسط تكرار الأشهر الكبيسة «سبع مرات في 19 سنة»